# NGC 3786
NGC 3786 (другие обозначения — UGC 6621, KCPG 295A, MCG 5-28-8, ZWG 157.9, MK 744, VV 228, KUG 1137+321, ARP 294, PGC 36158) — галактика в созвездии Большая Медведица.
Этот объект входит в число перечисленных в оригинальной редакции «Нового общего каталога».
В галактике вспыхнула сверхновая SN 1999bu типа Ic, её пиковая видимая звездная величина составила 17,5.
В галактике вспыхнула сверхновая SN 2004bd типа Ia, её пиковая видимая звездная величина составила 14,3.
Галактика NGC 3786 входит в состав группы галактик NGC 3788. Помимо NGC 3786 в группу также входят NGC 3788, UGC 6545 и PGC 35873.